# Graz
Graz (tidigare även skrivet Grätz) är huvudstad i det österrikiska förbundslandet Steiermark. Staden ligger 140 km sydväst om landets huvudstad Wien.
Graz ligger 363 meter över havet och har 302 749 invånare (2024). Staden är därmed Österrikes näst största stad. Graz har fyra universitet och fyra högskolor. Stadens historiska kärna och slottet Eggenberg är upptagna i Unescos världsarvslista, och 2003 var Graz europeisk kulturhuvudstad. Sedan 1786 är Graz stiftsstad i Graz-Seckaus stift.

## Geografi

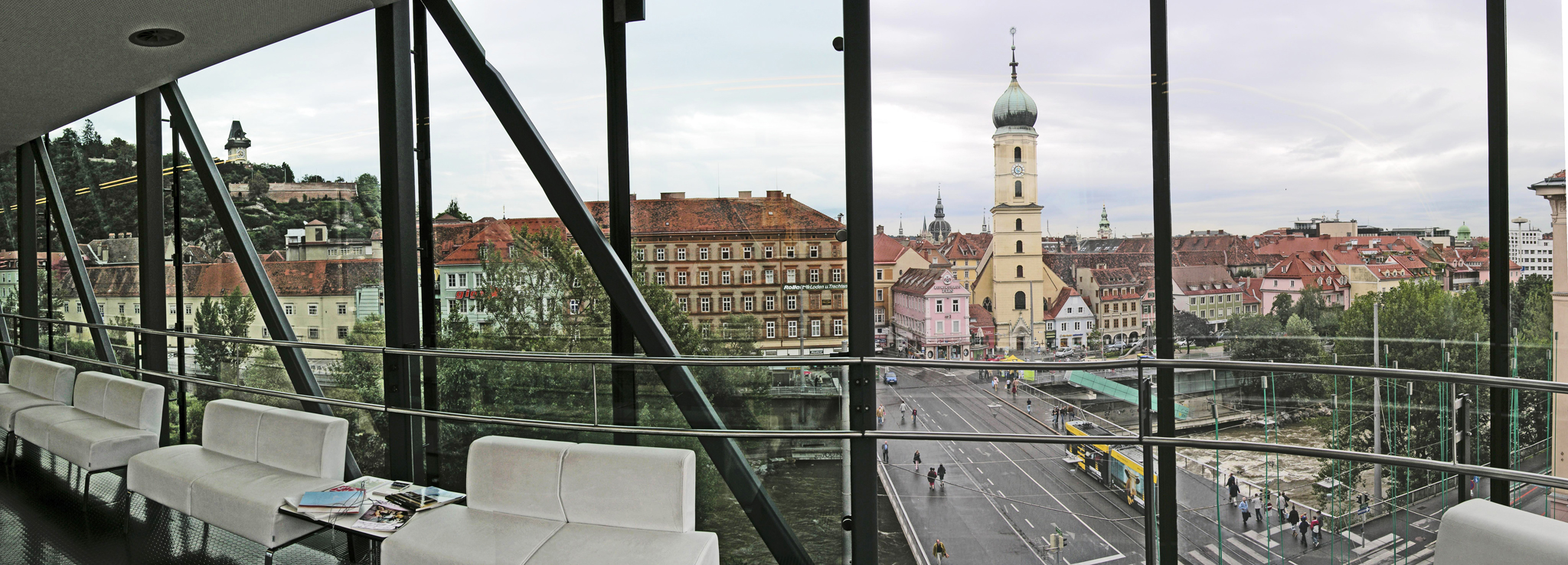
Gamla stan

Graz ligger söder om Alperna, och floden Mur rinner genom staden. Graz är på tre sidor omgiven av berg som reser sig omkring 400 m över staden. Mot söder öppnar sig staden mot ett lågland kallat Grazer Becken.
Den högsta punkten med 754 m ö.h. är Plabutsch i väster, medan själva staden ligger på cirka 330 m ö.h. Mitt i staden ligger det 471 m höga slottsberget.

### Klimat
Graz läge söder om Alperna avskärmar staden från det kontinentala klimatet i Mellaneuropa. Stadens väderlek är starkt påverkad av mediterrant klimat och är mycket mild. Genomsnittstemperaturen är 10,3° (januari: –1,2°; juli: 20,8°), den genomsnittliga nederbörden uppgår till 840 mm/år och solen skiner cirka 1 900 timmar/år.
Stadens läge i ett bäcken har också en klimatisk nackdel. Framför allt på vintern kan det uppstå markinversioner, där den kalla luften i bäckenet inte kan stiga upp. Lågt liggande moln bildas, som kan ligga kvar i flera dagar. I Graz överskrids sedan flera år EU:s gränsvärde för koncentrationen av luftburna partiklar oftare än tillåtet. Till stadens försvar bör kanske nämnas att mätstationerna i flera fall är placerade direkt intill starkt trafikerade gator, även näst intill en starkt trafikerad korsning med ofta förekommande köbildning. Kommunen motverkar problemet genom att främja fjärrvärme och elektrisk mobilitet (buss, taxi, spårvagn).

### Befolkning
Graz har 298 479 invånare som är folkbokförda i staden (2023-01-01). Dessutom bor 33 473 personer i Graz som är folkbokförda någon annanstans, bland annat många studenter. I storregionen Graz bor 622 259 människor.

## Politik

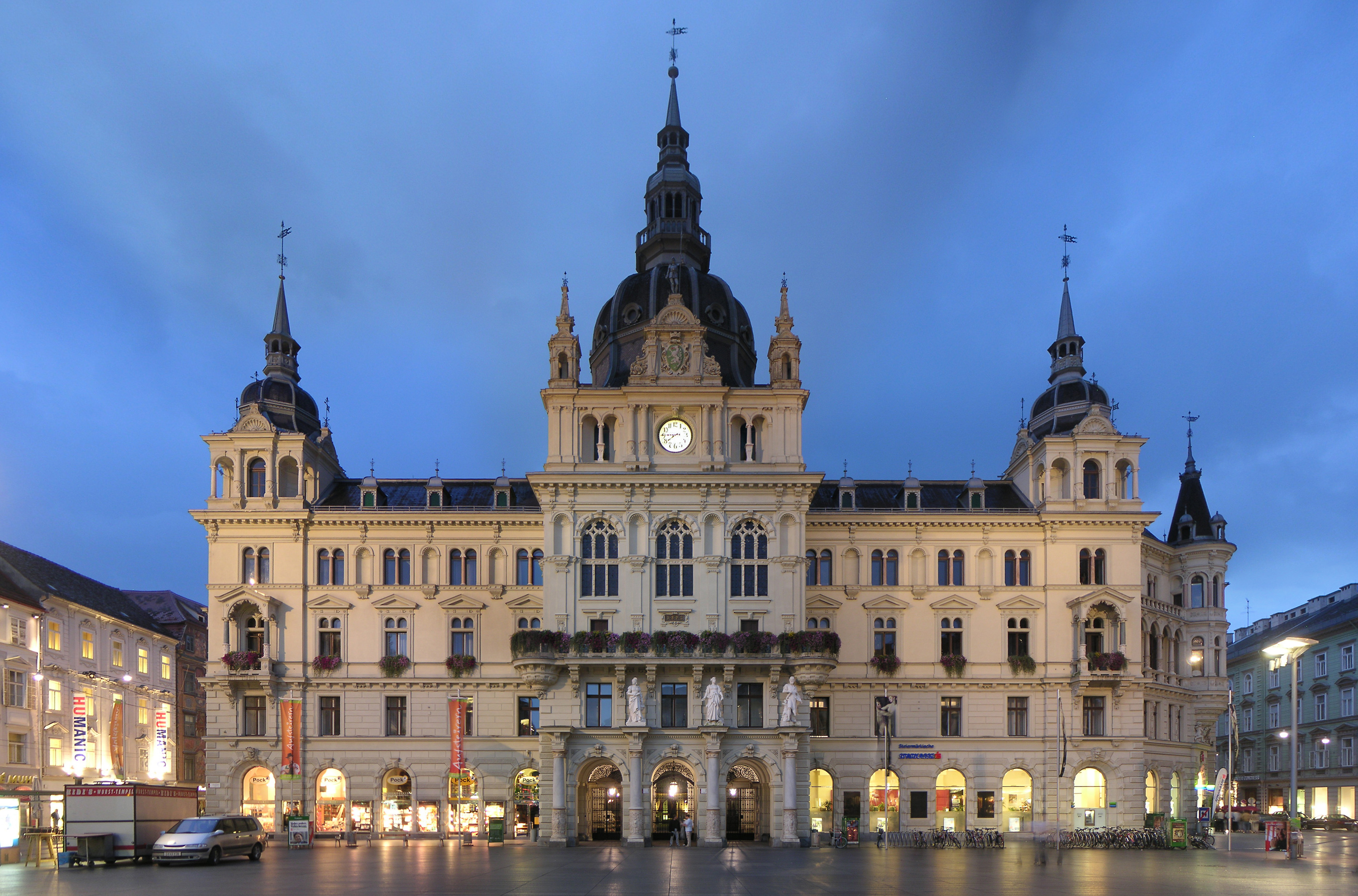
Rådhuset

Graz är en stad med egen statut, vilket innebär att kommunen också är ansvarig för de administrativa uppgifter som vanligtvis utförs av distrikt. Som förbundslandets huvudstad deltar Graz inte heller i förbundslandets kommunalval, utan har en egen valomgång.

### Kommunfullmäktige
Stadens kommunalpolitik skiljer sig i flera punkter från resten av Österrike. Å ena sidan var det tysknationella partiet FPÖ under 70- till 90-talen mycket framgångsrikt i Graz. Mellan 1973 och 1983 var stadens borgmästare från detta parti. Å andra sidan var Graz den första storstaden i Österrike där De gröna lyckades ta sig in i kommunfullmäktige. Den aktuella kommunala ”avvikelsen” idag är att det annars knappt existerande kommunistiska partiet KPÖ är största parti i Graz kommunfullmäktige. Dess sammansättning efter valet 2021 är:
- KPÖ: 15 mandat
- ÖVP: 13 mandat
- De gröna: 9 mandat
- FPÖ: 5 mandat
- SPÖ: 4 mandat
- NEOS: 2 mandat

### Borgmästare
Borgmästare är Elke Kahr från KPÖ.

## Historia

### Tiden före 1300
Arkeologiska fynd från cirka 3000 f. Kr. visar att området var bebott redan under stenåldern. Många ortnamn visar på alpslavisk (se Karantanien) bosättning under folkvandringstiden, bland annat också stadens namn som kan härledas av gradec vilket betyder ’liten borg’. Bayrisk bosättning började under andra hälften av 900-talet.
Under markgreve Leopold I började den planmässiga kolonisationen av området. På slottsberget byggdes en romansk fästning. Vid bergets fot anlades en herrskaplig gård mellan 1125 och 1130. Vid denna tid omnämns troligen orten också för första gången (1128). 1172 omnämns Graz som köping, 1189 som civitas och 1268 som oppidum. Redan 1233 byggdes den första stadsmuren och 1245 fick staden ett eget vapen.

### 1300- och 1400-talen

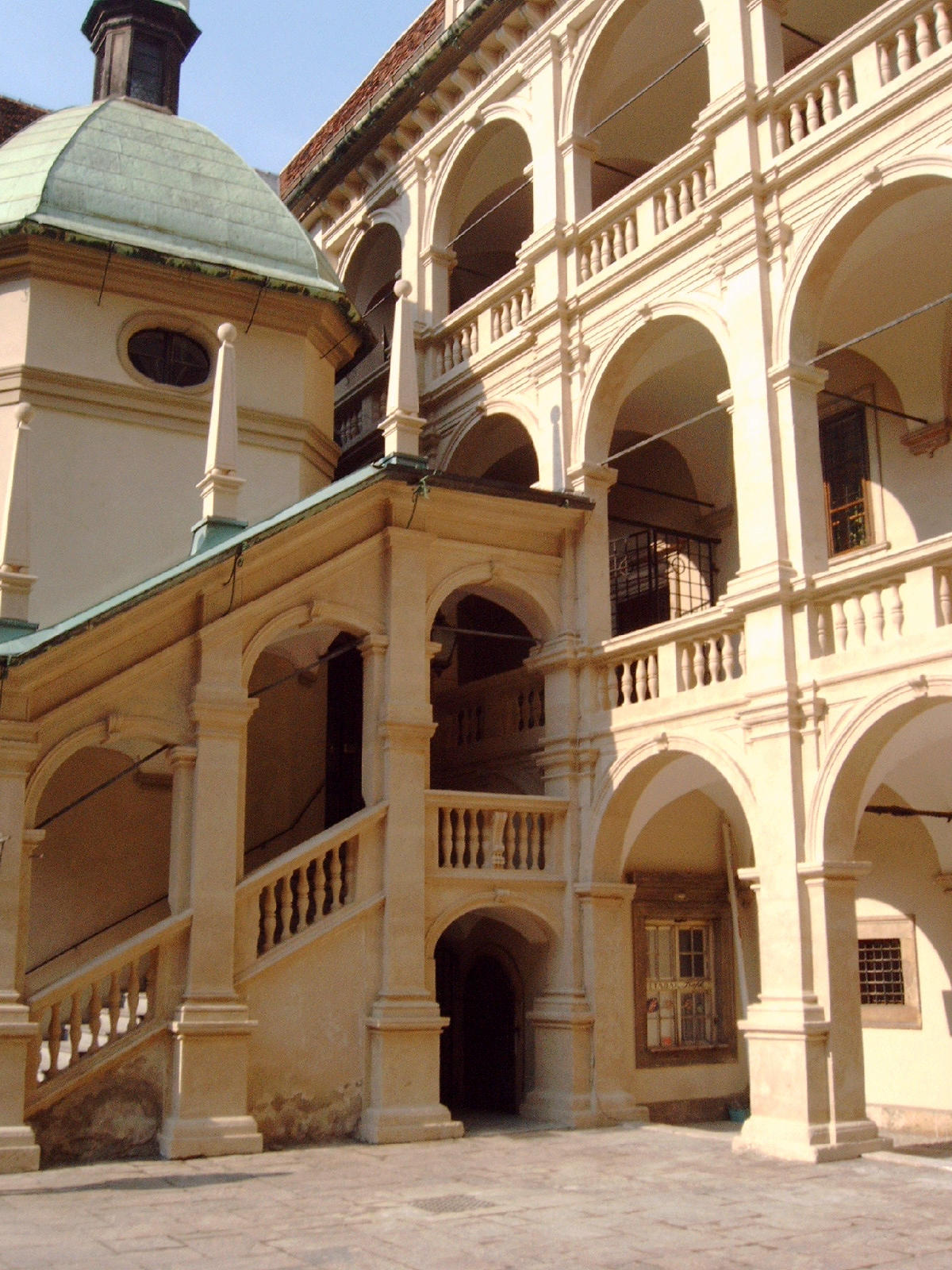
Lantständernas hus

1379 blev Graz residensstad för hertig Ernst som var regent över inre Österrikes länder. Efter 1438 upplevde Graz ett ytterligare uppsving under den tysk-romerske kejsaren Friedrich III som vistades ofta i Graz. Han lät bygga stadsborgen (Grazer Burg). Även staden byggdes ut och befästningarna förstärktes. Mot slutet av hans regeringstid drabbades staden och dess omgivning av flera kriser. Först hotades landet av ett adelsuppror under Andreas Baumkircher som sedan avrättades i staden 1471. Sedan invaderade osmanska trupper Steiermark 1478 och 1480. Visserligen belägrade de inte staden, men de skövlade landet. Det följdes av pestepidemier och infall av gräshoppssvärmar som förstörde skörden. Efter 1480 hotades staden av Ungerns kung Matthias Corvinus.

### 1500-talet

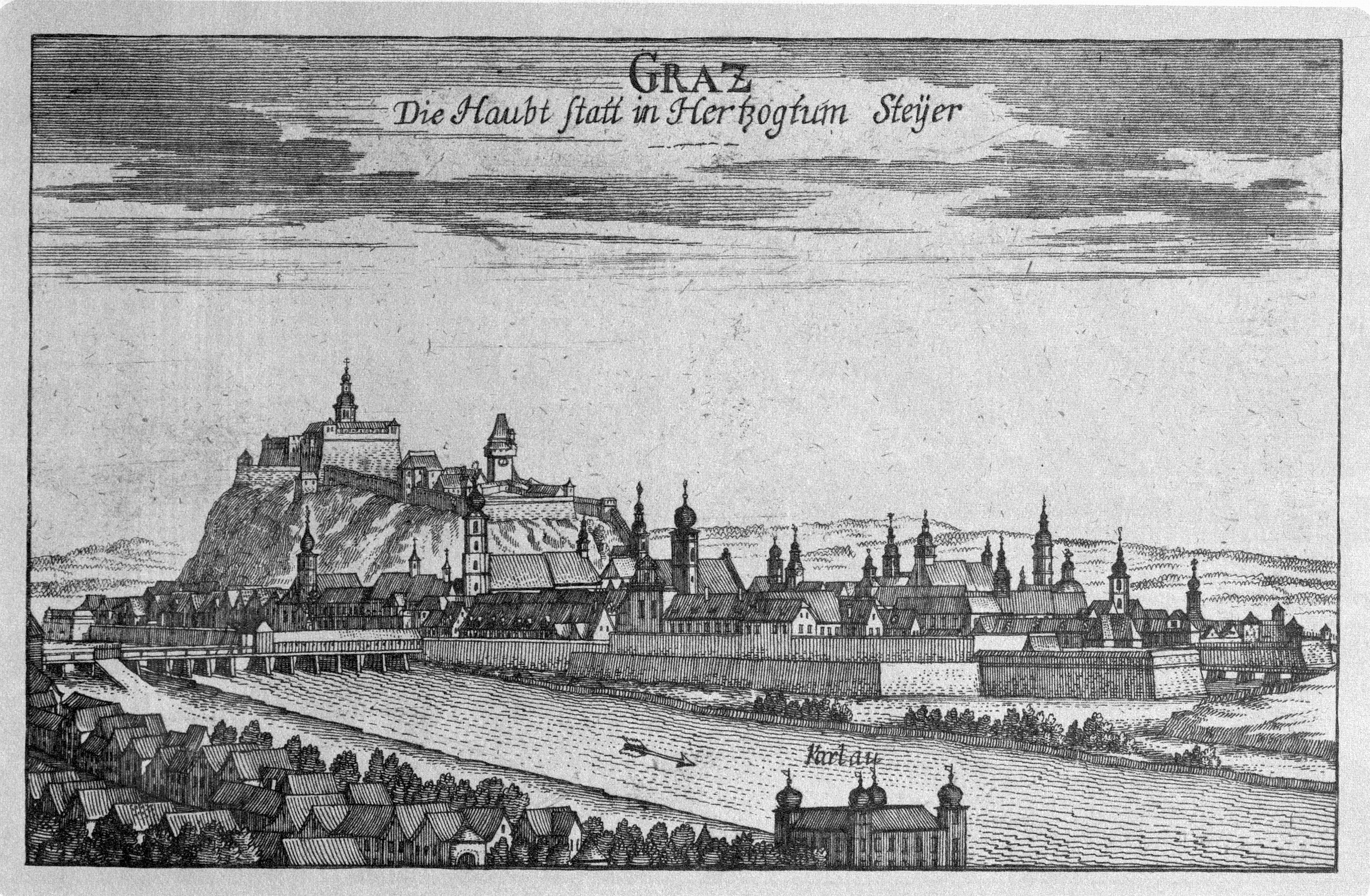
Graz, Georg Matthäus Vischer (1670)

Även 1500-talet var en orolig tid. Luthers lära spreds i Graz och nästan alla borgare och adelsmän anslöt sig till den protestantiska läran. Ungern erövrades av osmanska trupper och Steiermark blev gränsland mot det osmanska riket. 1529 belägrades Wien och 1532 hotades Graz av samma öde, men trupperna framför staden drog vidare. Redan innan hade man börjat bygga ut och modernisera försvarsanläggningarna. Arkitekten Domenico dell’Allio ritade inte bara befästningsanläggningarna utan också lantständernas hus, det s.k. Landhaus som byggdes mellan 1531 och 1563 och som idag hyser Steiermarks lantdag och delar av förbundslandsregeringen.
1564 efterträdde ärkehertig Karl sin far som regent för inre Österrike. Han flyttade sin residens till Graz och en ny tid började för staden. En stor händelse var hans bröllop med den bayerska prinsessan Maria 1571. Men hon var också en förkämpe för motreformationen. Ärkehertig Karl hämtade jesuiter till Graz som grundade ett gymnasium – även det protestantiska borgerskapet hade ett gymnasium vid vilket till exempel Johannes Kepler undervisade – som blev universitet 1586. Den kärva utrikespolitiska situationen gav protestanterna lite andrum på 1570-talet, eftersom ärkehertigen var tvungen att försäkra sig om deras stöd i kampen mot det osmanska riket, men på 80-talet ökade spänningarna igen, och under hans son Ferdinand II såg sig många borgare tvungna att lämna staden.

### 1600-talet

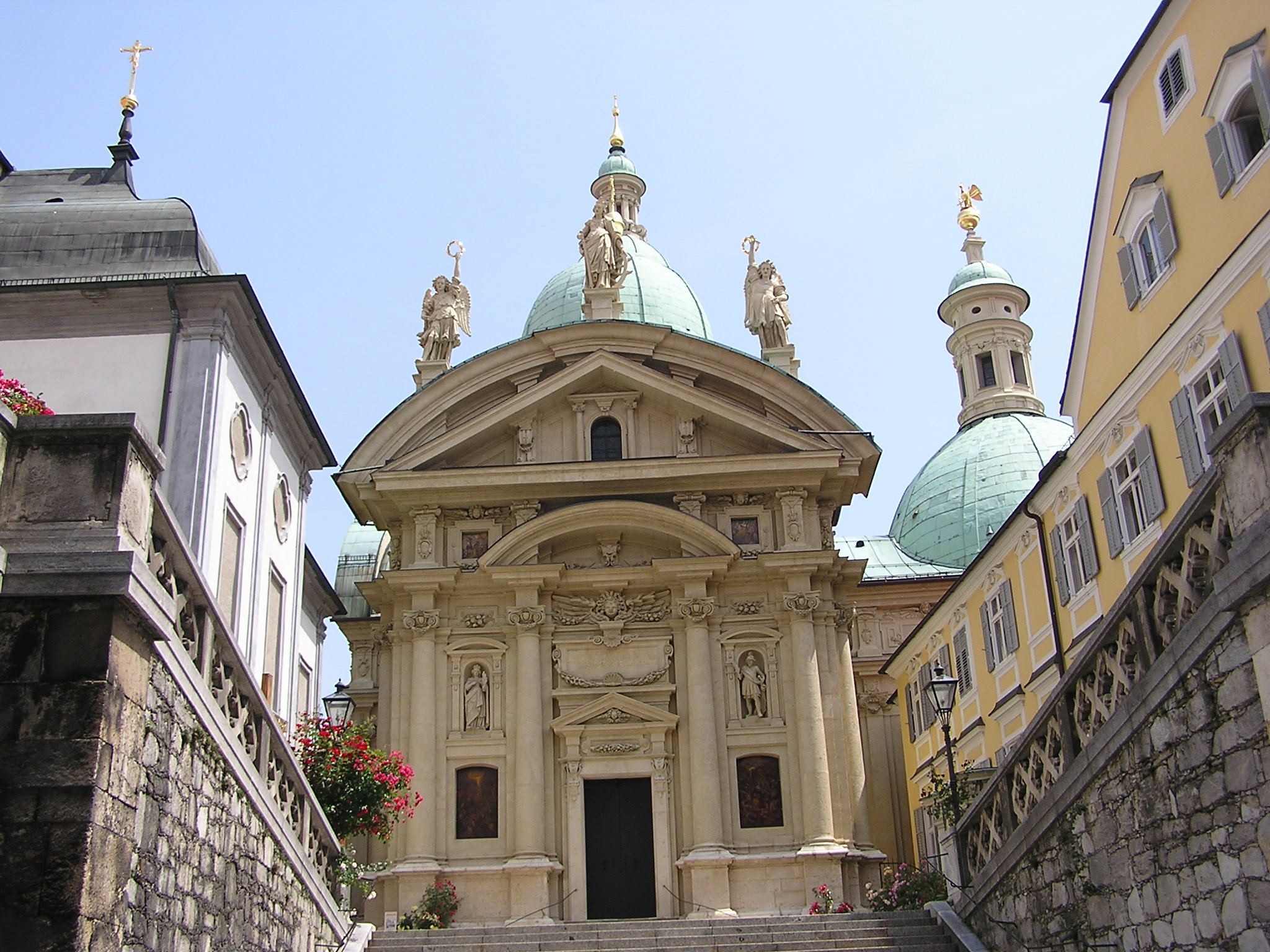
Ferdinand II:s mausoleum

Ferdinand II upphöjde Graz formellt till residensstad år 1600. Men 1619 blev han tysk-romersk kejsare. Hans kröning i Graz innebar samtidigt slutet för stadens storhetstid: hovet  lämnade Graz, bara myndigheterna för inre Österrike stannade kvar.
1625 avslutades utbyggnaden av stadens befästningar och på 1640-talet byggdes tyghuset, där vapen och utrustning för 16 000 soldater lagrades och underhölls. 1663, 1664 och 1683 dök osmanska trupper upp vid Steiermarks gränser.
Trots pestepidemier som drabbade Graz flera gånger under 1600-talet ökade befolkningen långsamt men kontinuerligt. Vid seklets slut hade Graz omkring 15 000 invånare. Även de första förstäderna utvecklades, på andra sidan floden vid flodbåtarnas landningsställe (Lend) och norr och öster om staden. Men Graz hade blivit en lugn provinsstad, och fästningen på slottsberget användes främst som fängelse för prominenta krigsfångar och politiska fångar.

### 1700-talet
1700-talet var en lugn tid för staden, även om det inleddes med att ungerska frihetskämpar attackerade östra Steiermark 1704. Större förändringar skedde först under kejsarinnan Maria Teresias regeringstid, när stadens självständighet inskränktes inom ramen för de stora förvaltningsreformerna som genomfördes i riket på 1750-talet. Även myndigheterna för inre Österrike i Graz upplöstes.
Redan under Maria Teresias far Karl VI hämtades ett italienskt operasällskap till Graz vilket fick ett hus på Tummelplatz. 1774 byggdes en teater till intill stadsborgen. 1785 grundades den första lokala tidningen Gräzer Zeitung.
1784 förklarades Graz till öppen stad av kejsar Josef II, och befästningsanläggningarna raserades delvis. Det öppna området framför dem bebyggdes utom det så kallade glacis, där militären hade sitt övningsfält och som senare på 1860-talet skulle bli stadsparken. Jakominiplatsen och alléerna längs de f d bastionerna skapades då.
Seklet avslutades som det hade börjat, med militära hot. 1797 drog Napoleon I med sina trupper in i Graz.

### 1800-talet
Även 1805 ockuperades staden av franska trupper och under maj och juni 1809 belägrades fästningen i Graz av franska trupper. Fästningen höll stånd, men i freden i Schönbrunn fastslogs att fästningen på slottsberget skulle rivas. Bara två torn, klocktornet och urtornet kunde räddas genom att friköpas för en stor summa pengar.
Efter revolutionen 1848/1849 fick Graz ett nytt statut. Det inrättades en vald kommunfullmäktige som i sin tur skulle välja borgmästare och stadsregering.

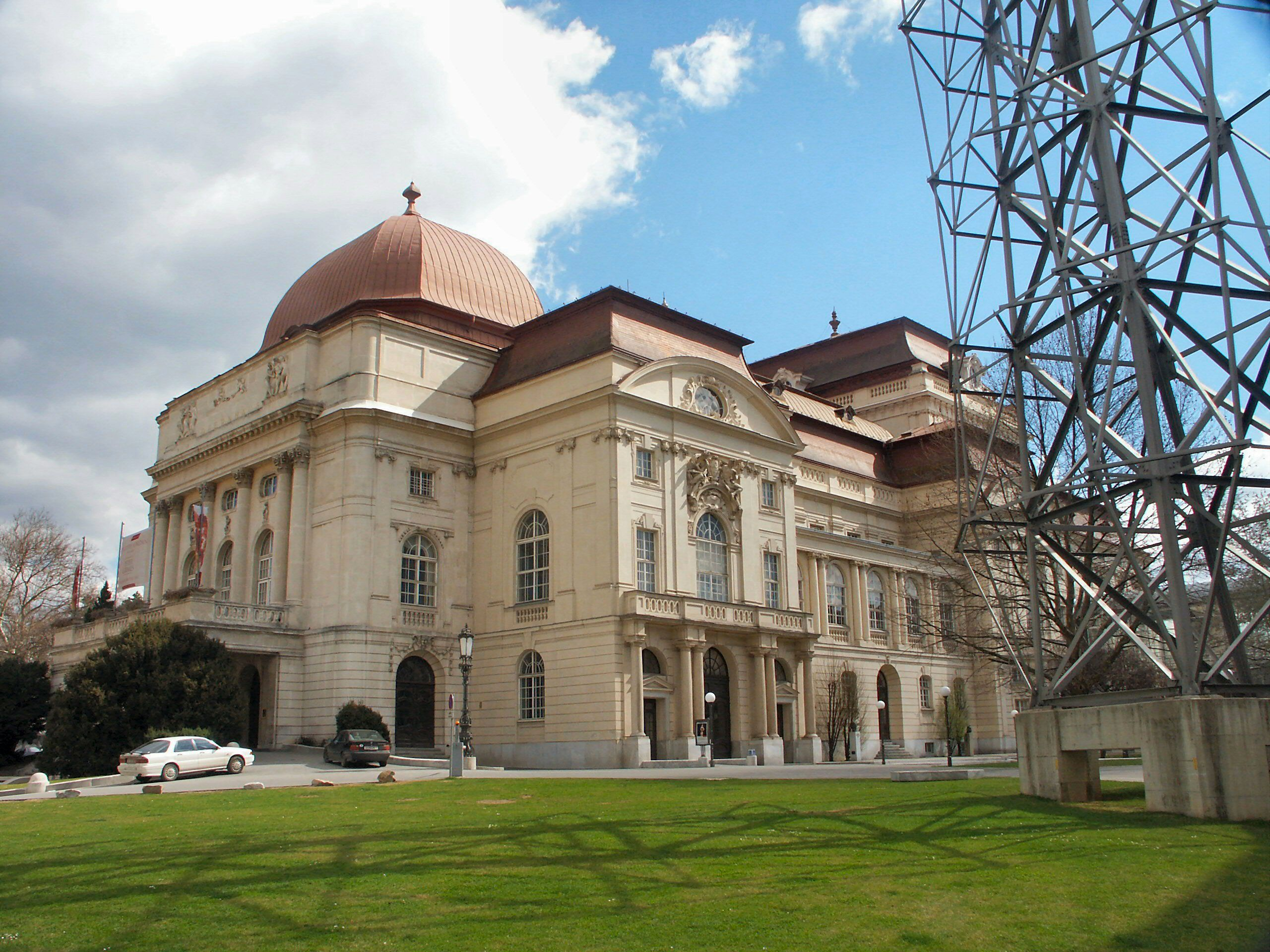
Operan

På 1860-talet revs också resterna av stadens befästningsanläggningar och bastioner. En stor stadspark anlades och även på slottsberget som fram till dess varit en kal klippa planterades många träd. Söder om den gamla staden växte en modern stadsdel fram. Industrihallen och östbanans järnvägsstation var de främsta tecknen på den industriella utvecklingen. Även på andra sidan floden byggdes industrier nära sydbanans järnvägsstation. På sluttningarna öster om den gamla staden byggdes villaområden. Vid den tiden växte Graz också som fortast. Kring 1870 passerade stadens invånarantal 100 000 och år 1900 bodde nästan 170 000 människor i staden.

### 1900-talet
Första världskrigets slut medförde stora förändringar. Istället för att vara en stad mitt i ett stort rike blev Graz nu en gränsstad, bara några få mil från den slovenska gränsen i söder och den ungerska gränsen i öster. Näringslivet stagnerade och tillväxten var måttlig.
Efter att Österrike annekterats av Tredje riket fick Graz hedersnamnet ”Folkresningens stad” av Adolf Hitler för att Graz hade varit ett av de mest aktiva nationalsocialistiska centrumen i Österrike redan före annekteringen 1938. Redan i februari 1938 hade tusentals nationalsocialister marscherat i demonstrationståg genom Graz, trots att deras parti var förbjudet under den austrofascistiska diktaturen. I samband med Österrikes annektion övertog de lokala nationalsocialisterna kontrollen över Graz redan innan de tyska trupperna hade anlänt.
Mot slutet av andra världskriget drabbades Graz av bombangrepp som förstörde ca 16% av byggnaderna i staden. Medan den gamla staden till största delen förskonades drabbades framför allt de södra och västra stadsdelarna hårt eftersom de stora industrierna låg där.

## Stadens indelning och stadsbild

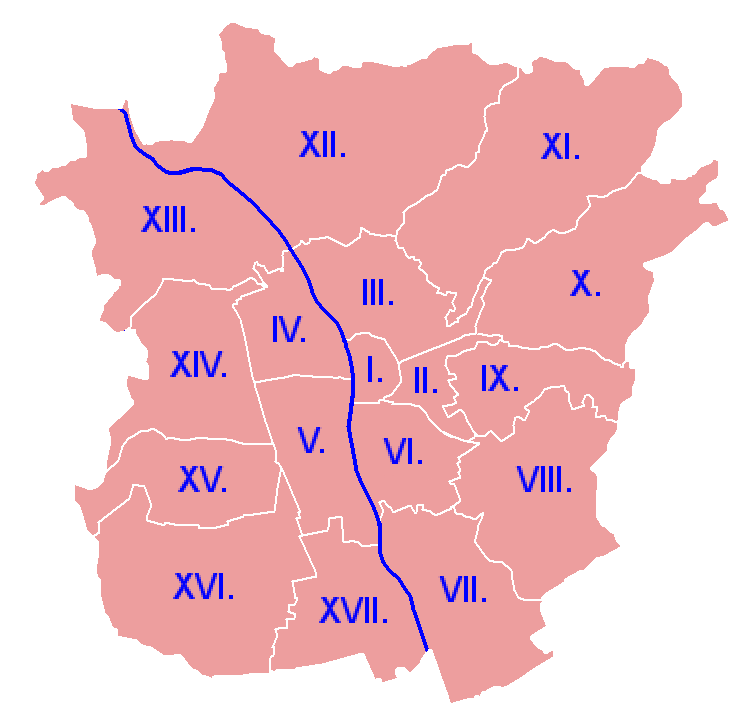
Stadsdelarna

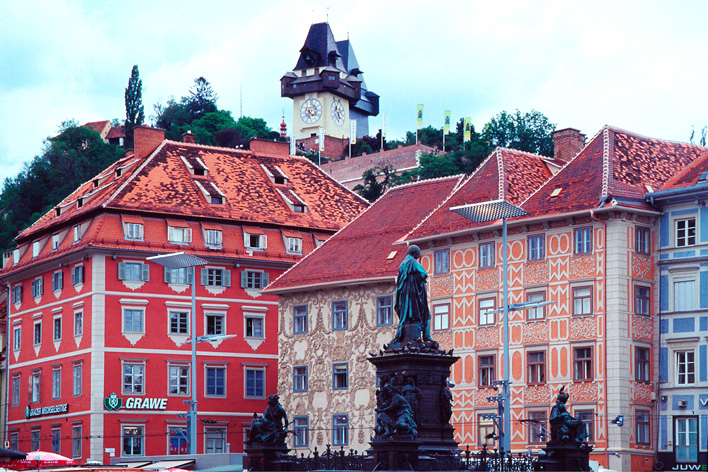
Hauptplatz med slottsberget

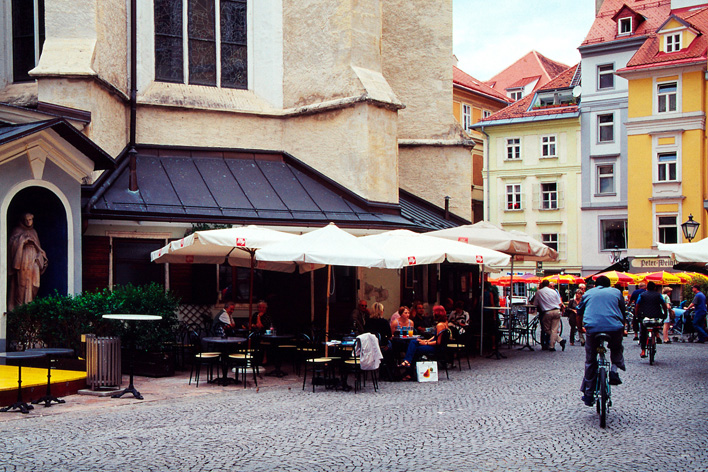
Franziskanerplatz

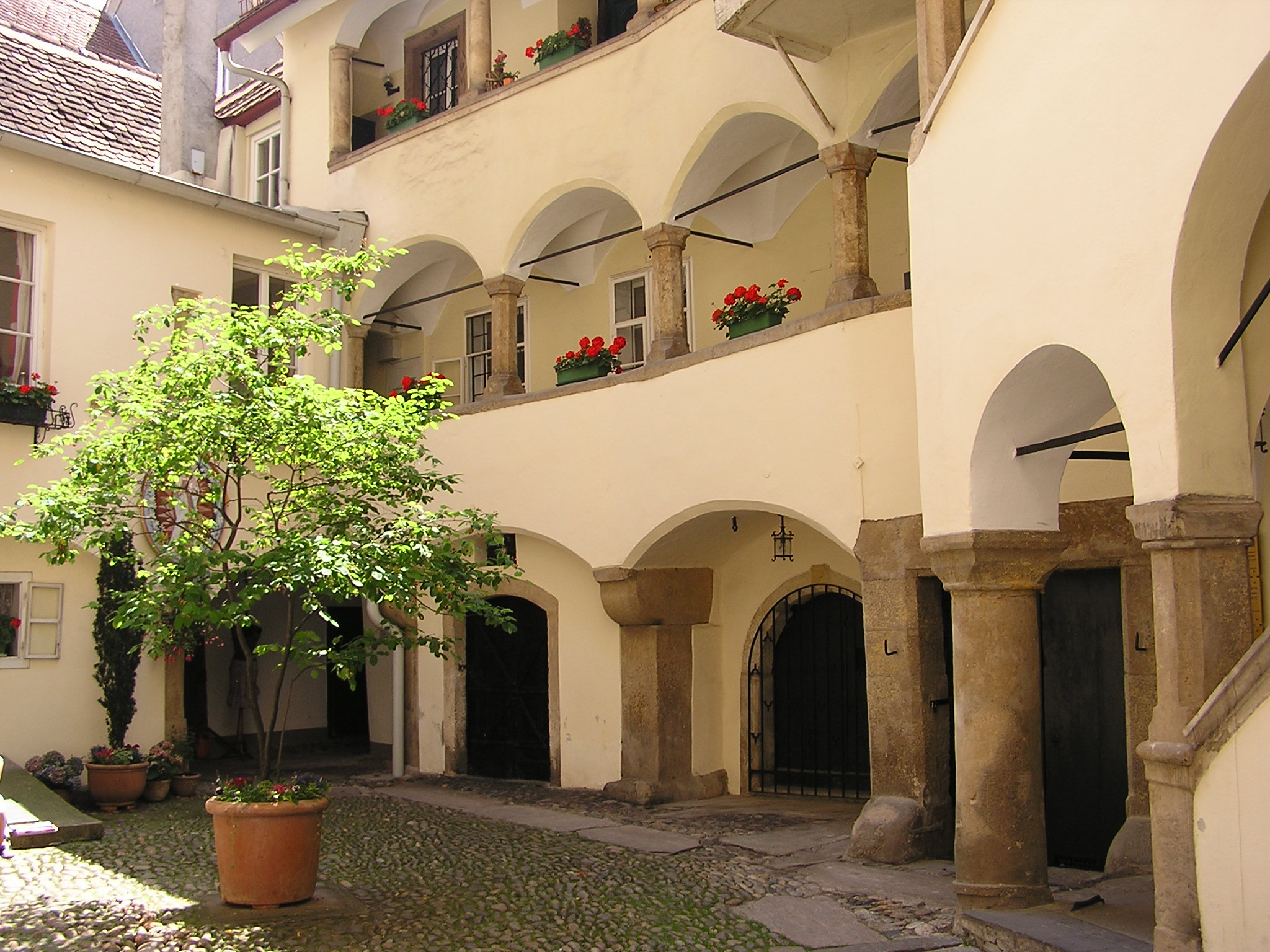
Sporgasse 22, innergård

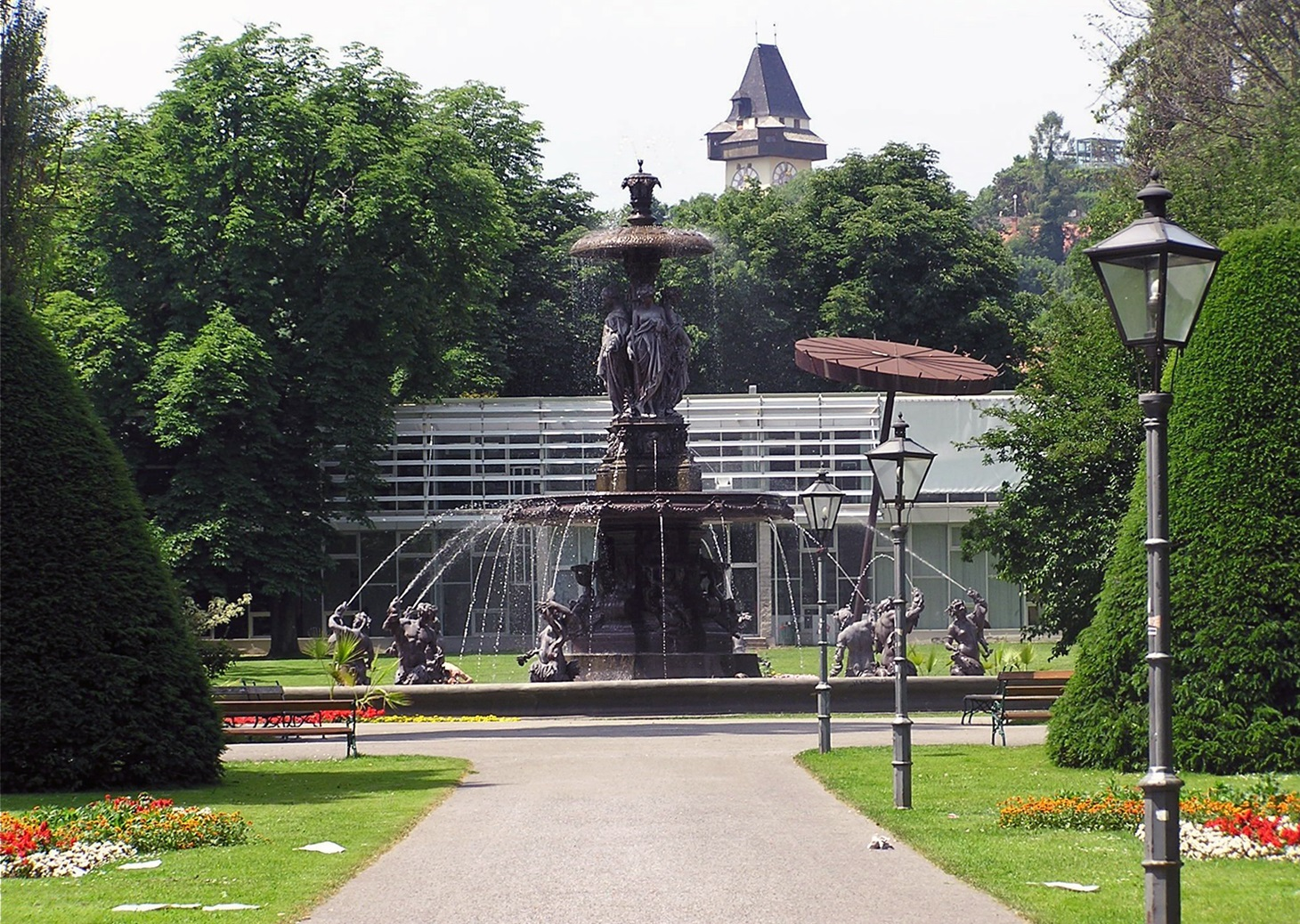
Stadsparken

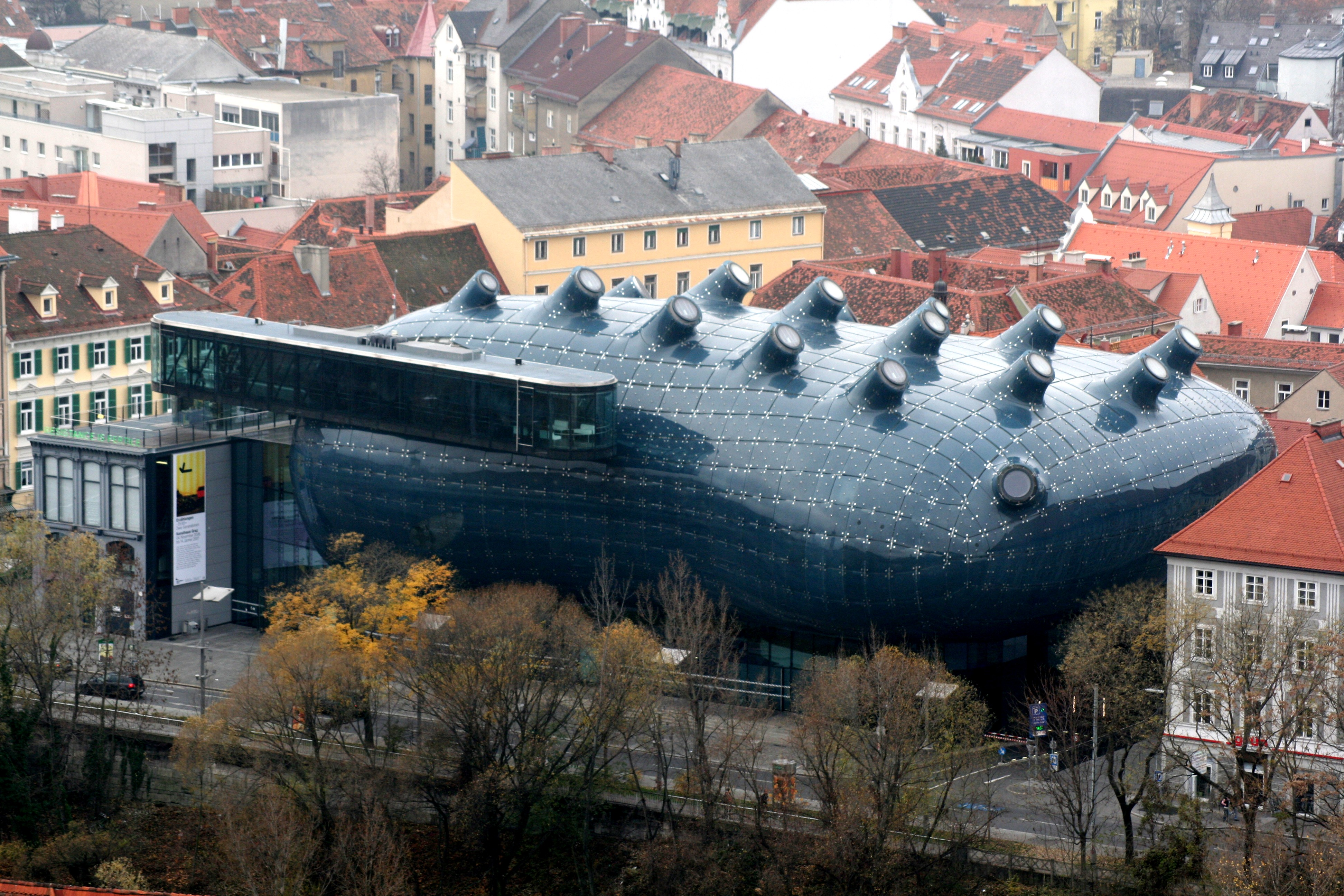
Konsthuset

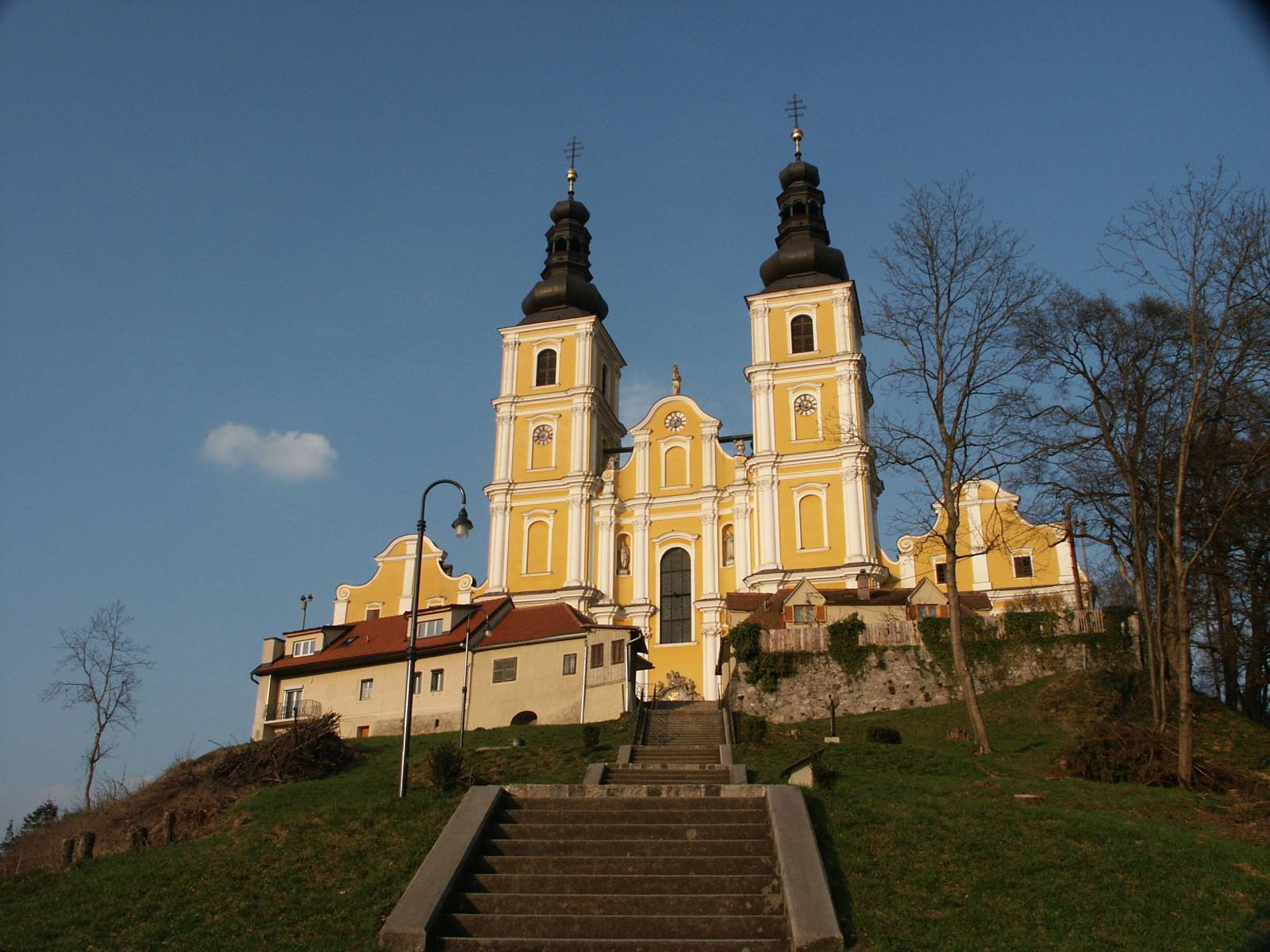
Basilikan Mariatrost

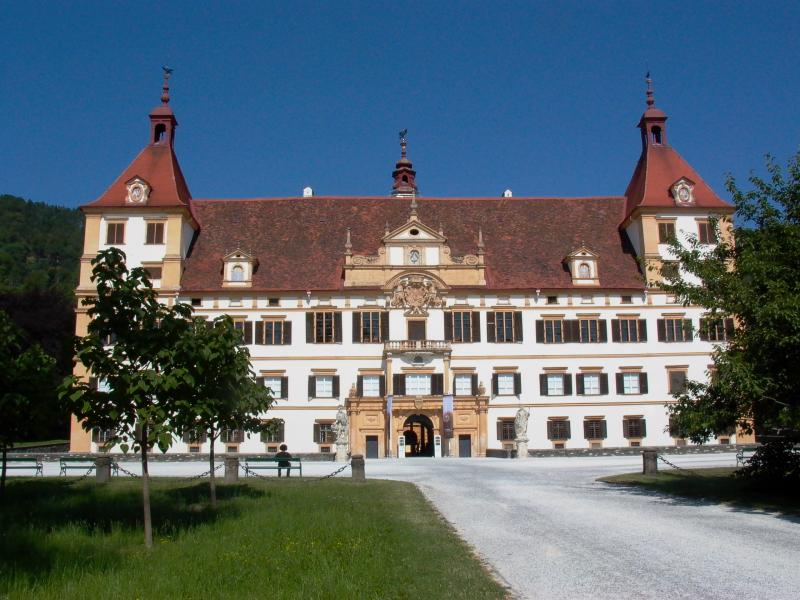
Slottet Eggenberg

Staden är indelad i 17 stadsdelar (ty. Stadtbezirk). Dessa är
- Innere Stadt (I): Gamla staden utgörs av den del av staden som fram till 1780-talet låg inom stadsbefästningarna. Bebyggelsen är med ytterst få undantag från medeltiden fram till 1800-talet. Stadsdelens centrum är torget (Hauptplatz) vid slottsbergets fot inte långt från floden Mur där även rådhuset står. I gamla staden finns bland annat slottsberget, borgen, domkyrkan, lantständernas hus, tyghuset, olika museer, gamla kyrkor och många fina palats från 1500- till 1700-talet. Stadsdelen är till största delen gågata och togs upp i Unescos världsarvlista år 1999.
- St. Leonhard (II): Denna välmående borgerliga stadsdel ligger sydöst om gamla staden med många bostadshus från Gründerzeit. I denna stadsdel ligger det tekniska universitetet och Steiermarks största sjukhus tillika universitetssjukhus.
- Geidorf (III): Även bebyggelsen i denna centrala borgerliga stadsdel nordöst om gamla staden är till största delen från 1800-talet. Här ligger ytterligare tre universitet. Många universitetslärare, men även många studenter bor i Geidorf. Även Graz äldsta kyrka, Leechkyrkan, finns här.
- Lend (IV): Lend är en central arbetarstadsdel väster om gamla staden vid andra sidan floden. Lend var den gamla landningsplatsen för flodbåtarna. Idag bor där många arbetare och invandrare. Stadsdelens centra är Lendplatsen i norra delen och Südtiroler Platz i södra delen. I stadsdelen ligger konsthuset nära centrum och centralstationen vid stadsdelens bortre gräns.
- Gries (V): Denna centrala stadsdel sydväst om gamla staden på andra sidan floden är mest känd för sina nattklubbar och andra etablissemang med tvivelaktigt rykte. Den är också en arbetarstadsdel med hög andel invandrare. Centrum är Griesplatsen som redan vid tiden för den österrikisk-ungerska monarkin varit en viktig trafikplats. Idag är den ändstation för bussar från de södra och västra förstäderna och randkommunerna.
- Jakomini (VI): Den centralt belägna stadsdelen söder om gamla staden är den folkrikaste stadsdelen i Graz. Här finns Jakominiplatsen strax utanför gamla staden där alla spårvagnslinjer passerar och även många stadsbusslinjer. Här finns också parken Augarten längs floden Mur, landsrätten, centralstallarna för spårvagnar, Graz mässa och östra järnvägsstationen. Dessutom är stadsdelen hemvist för fotbollsklubben Sturm Graz. Även fotbollsklubbens före detta arena ligger där som vid det här laget nyttjas av klubben Grazer SC.
- Liebenau (VII): Den första av de yttre stadsdelarna ligger söder om Jakomini. De norra delarna mot staden består av villaområden. Där ligger också Graz idrottsstadion samt ishallen. I söder finns stadens största industriområde.
- St. Peter (VIII), Waltendorf (IX) och Ries (X) i sydöst och öster består främst av bostadsområden. I St. Peter bor de flesta i de stora nybyggda bostadsområdena i norra delen av stadsdelen. Waltendorf och Ries, som till största delen ligger på bergsluttningarna och bergen öster om stadens centrum, består främst av välmående villaområden.
- Mariatrost (XI): Även Mariatrost i stadens nordöstra del är en välmående borgerlig stadsdel med villaområden och större naturområden på kullarna och bergen. Längs dalgången som leder ut ur staden finns det moderna nybyggen och vid dalgångens slut ligger basilikan Mariatrost, en vallfartskyrka.
- Andritz (XII) och Gösting (XIII) ligger i stadens norra del, Andritz öster om floden, Gösting väster om floden. Båda innefattar också industriområden som till exempel företaget Andritz AG. Andritz är dessutom hemstad för den äldsta fotbollsklubben i Graz, Grazer AK. I Gösting ligger ruinen efter borgen Gösting på ett brant berg ovanför floden Mur.
- Eggenberg (XIV) i stadens väster är dels bostadsområde, dels industriområde. Kring industrierna nära centralstationen finns det traditionella arbetarkvarter, medan området vid bergsluttningarna i väster är bebyggda med villor. Där ligger också slottet Eggenberg. I Eggenberg ligger också tre sjukhus och två fackhögskolor.
- Wetzelsdorf (XV) och Straßgang (XVI) i väster och sydväst är främst bostadsområden. I Wetzelsdorf ligger flera kaserner för militär och polis. Sevärd är kyrkan på Florianiberget i Straßgang.
- Puntigam (XVII) i stadens södra del, väster om floden Mur, är en traditionell arbetarstadsdel. Från det stora bryggeriet kommer ölet Puntigamer. Inte långt ifrån ligger stadens största inköpscentrum (med Ikea) och stadens största biografcentrum.

## Kultur och sevärdheter

### Gamla staden
Den gamla staden i Graz är sedan 1999 upptagen i Unescos världsarvslista. Stadsdelens arkitektur återspeglar nästan fullständigt stadens historiska utveckling från medeltiden till 2000-talet.
- Slottsberget
- Borgen
- Domkyrkan med mausoleum
- Sporgasse
- Herrengasse
- Hauptplatz
- Glockenspielplatz
- Lantständernas hus
- Tyghuset
- Operan i Graz
- Teatern i Graz
- Stadskyrkan
- Franciskanklostrets kyrka
- Leechkyrkan

### Sevärdheter utanför gamla staden
- Slottet Eggenberg
- Kyrkan St. Leonhard
- Herz-Jesu-kyrkan
- Kyrkan Mariagrün
- Basilikan Mariatrost
- Botaniska trädgården

### Museer
- Stadsmuseum
- Konsthuset
- Tyghuset
- Konstmuseet (Alte und Neue Galerie)
- Hans Gross - Kriminalmuseum /Hans Gross - Kriminalmuseum (tyska)

### Festivaler och evenemang
- styriarte, musikfestival
- Steirischer Herbst, avantgardefestival
- Jazz-Sommer Graz
- Slottskonserter i slottet Eggenberg
- vokal.total, internationell festival för körsång och a-cappella-grupper
- LaStrada, internationell festival för gatuartister
- springfestival, festival för elektronisk musik
- elevate
- Filmfestival

## Utbildning

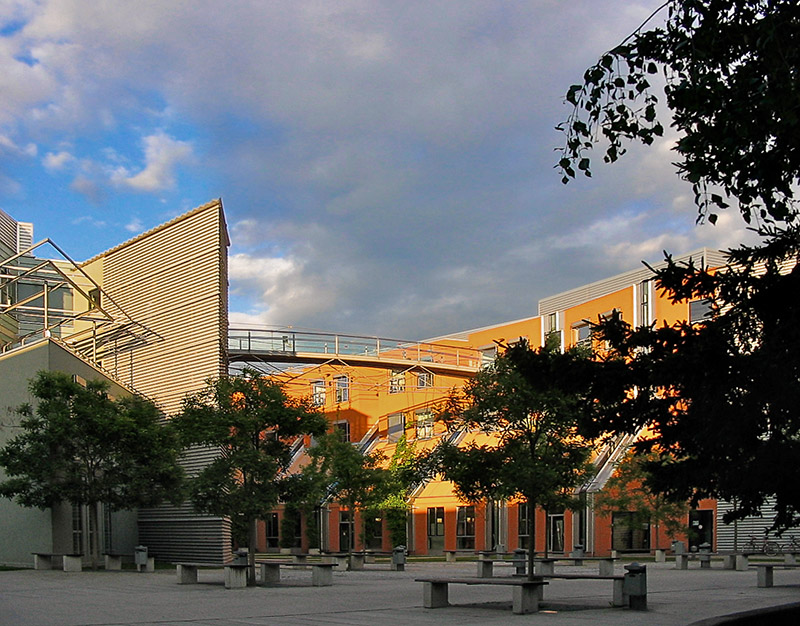
Tekniska universitetet

Graz är den näst största universitetsstaden i Österrike. Omkring 60 000 studenter studerar vid fyra universitet och fyra högskolor. Även Österrikes näst största fristående forskningsinstitut har sitt säte i Graz – Joanneum Research sysselsätter ca 450 medarbetare i 20 institutioner. Viktiga bibliotek i Graz är Graz universitets bibliotek och förbundslandets bibliotek Steiermärkische Landesbibliothek.

### Universitet
- Karl-Franzens-Universität Graz
- Technische Universität Graz
- Medizinische Universität Graz
- Universität für Musik und darstellende Kunst Graz

### Högskolor
- Campus 02 Fachhochschule der Wirtschaft
- Fachhochschule Joanneum
- Private Pädagogische Hochschule Augustinum
- Pädagogische Hochschule Steiermark

## Idrott

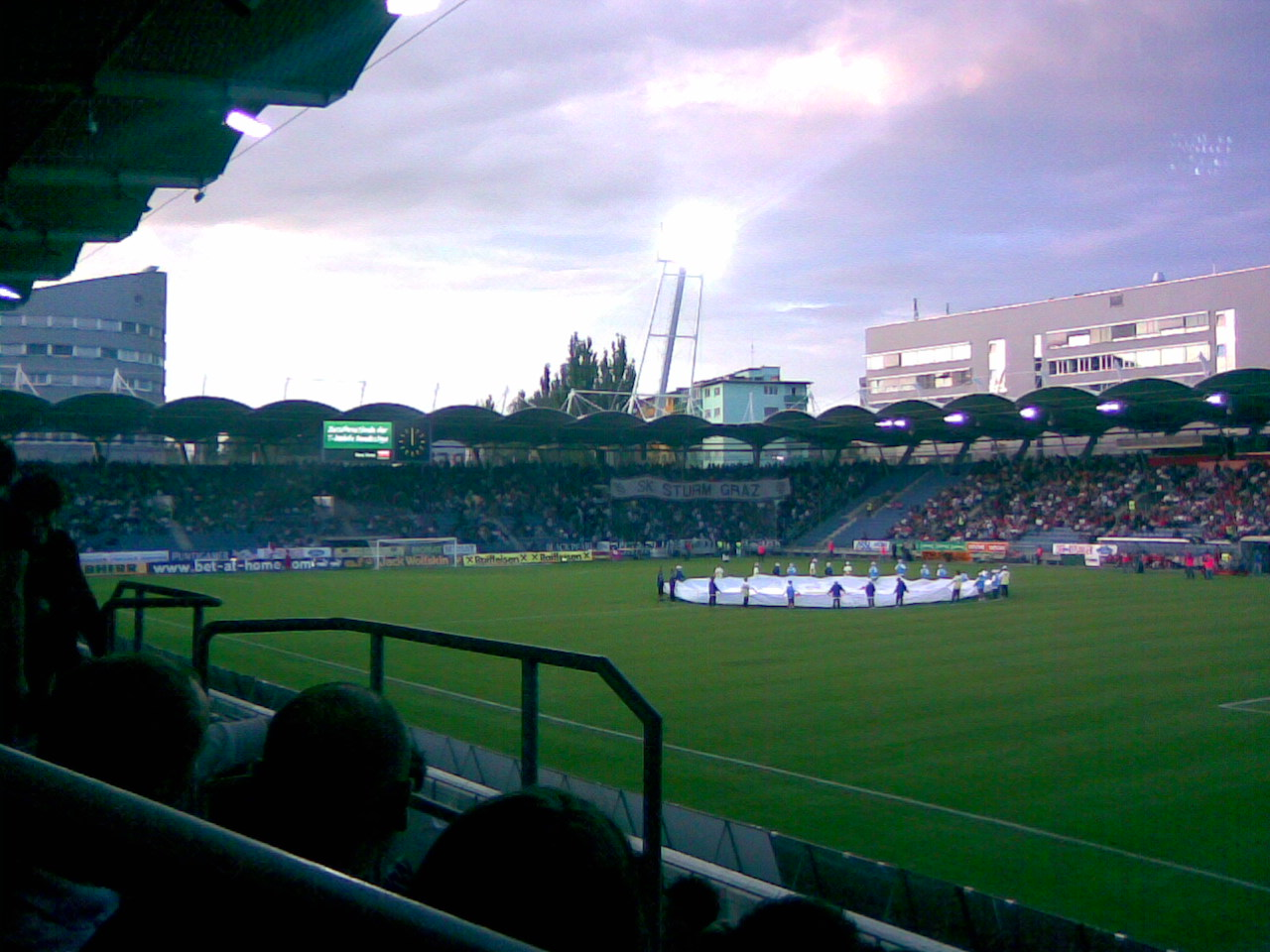
Stadion Graz-Liebenau

De viktigaste idrottsgrenarna i Graz är fotboll och ishockey. Graz har två fotbollsklubbar i den högsta ligan, GAK och SK Sturm Graz[när?]. Även i den högsta ishockeyligan är Graz representerad med klubben EC Graz 99ers.
En omtyckt motionsidrott i Graz är löpning. Staden och omgivningen erbjuder flera mil av skyltade löpstigar. Det arrangeras också flera allmänna lopp, varav den största är maratonloppet (Grazer Kulturmarathon) som arrangeras årligen i slutet av oktober. Graz är med tre klubbar också ett centrum för orientering.
En annan internationell tävling är Grazer Altstadtkriterium, en cykeltävling genom gamla stans trånga gator. Kända deltagare är till exempel Lance Armstrong och Jan Ulrich.

### Idrottsklubbar
- GAK, fotboll
- SK Sturm Graz, fotboll
- EC Graz 99ers, ishockey
- Graz Giants, amerikansk fotboll
- HSV Graz

## Näringsliv
Graz har en lång tradition som industriort. 1899 grundades här Puch, som genom flera fusioner sedermera blev Steyr-Daimler-Puch. Idag finns här Magna Steyr, som tillverkar bilar för en rad olika bilkoncerner, bland annat Mercedes-Benz och BMW. Graz bildar centrum för regionens framgångsrika bilkomponentindustri ("Autocluster Steiermark").

### Företag
Några företag med huvudsäte i och nära Graz är:
- Andritz AG
- Anton Paar
- AVL List
- Energie Steiermark
- Grazer Wechselseitige Versicherung
- Kastner & Öhler
- Knapp AG
- König Maschinen
- Leder & Schuh
- Magna Steyr (f d Steyr-Daimler-Puch AG)
- Merkur Versicherung
- Roth Gruppe
- Stahl- und Walzwerk Marienhütte
- Styria Media Group

Multinationella koncerner har dotterbolag respektive produktion i Graz, så som:
- DaimlerChrysler
- Heineken (Bryggeriet Puntigam)
- Infineon
- Roche (Roche Pharma)
- Siemens AG
- SSI-Schäfer
- T-Mobile

### Mässa
Varje höst äger höstmässan i Graz rum. Mer än 1 000 företag från alla branscher ställer ut och lockar uppemot 200 000 besökare årligen.

## Kommunikationer
Graz ligger vid sydbanan från Wien till Slovenien. Centralstationen är samtidigt utgångspunkt för den steierska östbanan till Ungern och Köflacherbanan. Från centralstationen går regionaltåg till alla delar av Steiermark och intercitytåg till Wien, Linz, Salzburg, Innsbruck och Villach. Därutöver finns det internationella tågförbindelser med Slovenien, Ungern, Schweiz, Tyskland och Italien.
Vid Graz möts motorvägarna A2 från Wien till Klagenfurt och vidare till Italien och A9 från Wels i norr till den slovenska gränsen i söder. Genom staden går också riksväg B67. Flera andra riksvägar till olika delar av Steiermark ansluter till den vid stadens rand.
Graz flygplats befinner sig cirka 3 km söder om Graz. Linjeflyg finns till Berlin, Düsseldorf, Frankfurt, Hamburg, München, Wien och Zürich.

## Vänorter
- Coventry (England)
- Montclair (USA)
- Groningen (Nederländerna)
- Darmstadt (Tyskland)
- Trondheim (Norge)
- Pula (Kroatien)
- Dubrovnik (Kroatien)
- Trieste (Italien)
- Maribor (Slovenien)
- Pécs (Ungern)

## Kända personer födda i Graz
- Armin Assinger, alpinskidåkare
- Leopold Auenbrugger, läkare
- Martin Bartenstein, statsråd
- Wolfgang Bauer, författare
- Karl Böhm, dirigent
- Fritz Eichler, arkeolog

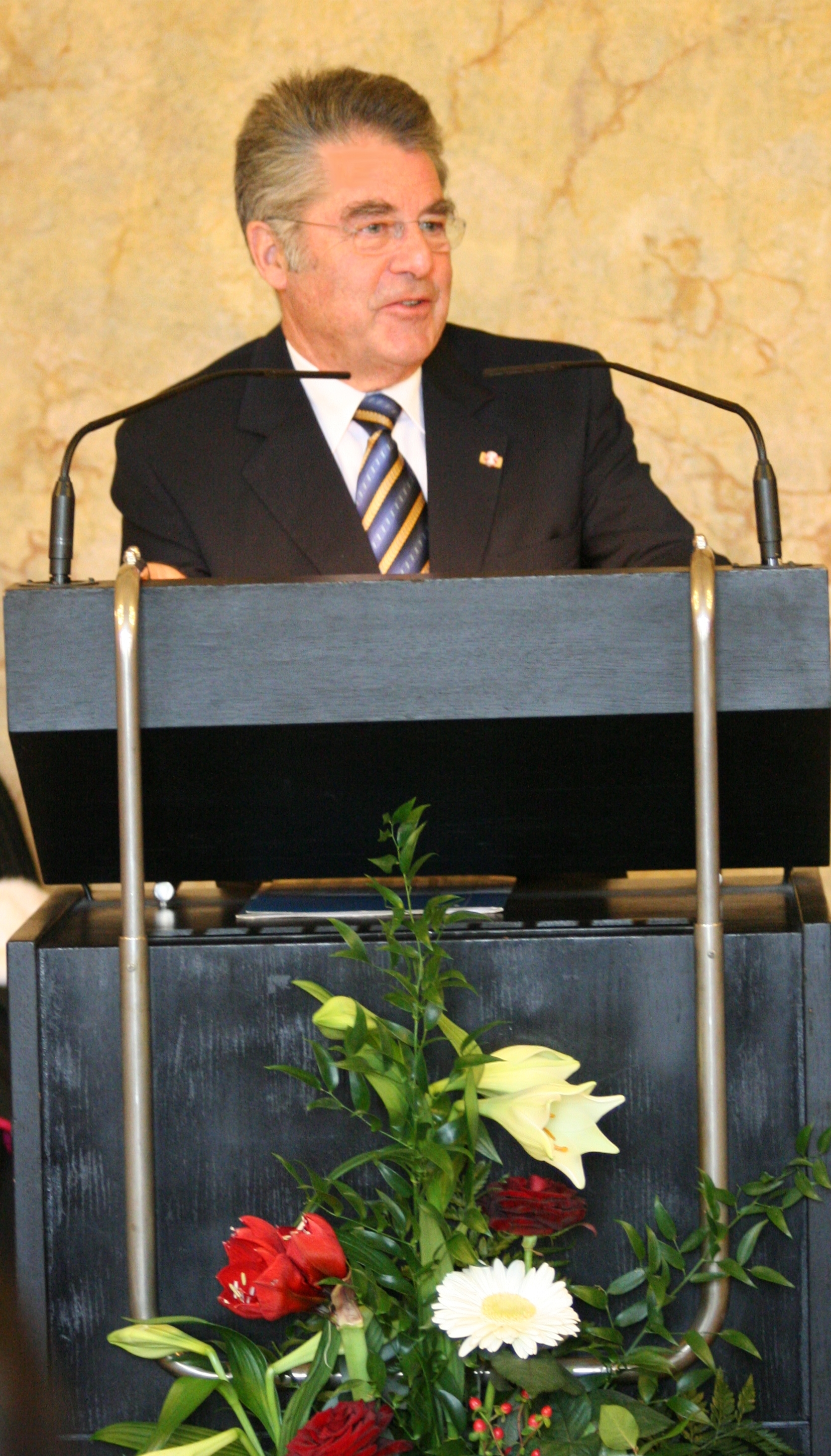
Heinz Fischer

- Ferdinand II, tysk-romersk kejsare 1619–1637
- Ferdinand III, tysk-romersk kejsare 1637–1657
- Heinz Fischer, fd förbundspresident
- Johann Bernhard Fischer von Erlach, arkitekt
- Georg von Hauberrisser, arkitekt
- Anselm Hüttenbrenner, tonsättare
- Marisa Mell, skådespelerska
- Inge Morath, fotograf
- Gerda Paumgarten, alpinskidåkare
- Gerhard Roth, författare
- Schiffkowitz, musiker
- Peter Simonischek, skådespelare
- Joseph Stammel, konstnär
- Robert Stolz, kompositör och dirigent
- Roman Wallner, fotbollsspelare